# Norleucina
Norleucina é um alfa-aminoácido que não faz parte dos aminoácidos codificados pelo código genético.